# Bieber van de kroeg
Bieber van de kroeg is een lied van de Nederlandse artiesten Donnie en Mart Hoogkamer. Het werd in 2022 als single uitgebracht en stond in 2023 als derde track op het album De kibbelingsound van Donnie.

## Achtergrond
Bieber van de kroeg is geschreven door Arno Krabman, Billy Dans, Dennis Foekens, Donald Ellerström en geproduceerd door Krabman. Het is een nederpoplied waarin de artiesten zingen de Bieber van de kroeg, een persoon die de artiesten omschrijven als de persoon die nooit genoeg krijgt van een feestje. In het lied vergelijkt Donnie zich met Ed Sheeran en Hoogkamer zich met Justin Bieber. Deze vergelijking werd voordat het nummer was geschreven, gemaakt door producer Krabman. Hij vertelde dat hij Hoogkamer op Justin Bieber vond lijken. Hierop volgend zei een neef van Donnie dat hij op zijn beurt op Ed Sheeran leek. Uit deze interactie kwam het idee om daarover een lied te maken.
Volgens Hoogkamer was het lied snel gemaakt en opgenomen. De opnames van de videoclip duurden echter langer, aangezien de artiesten bij het opnemen naar eigen zeggen "continu in een deuk" lagen. In de videoclip, geregisseerd door Véras Fawaz, gaan de twee langs bij een plastisch chirurg, gespeeld door Ruben van der Meer. Hier laten zij hun uiterlijk veranderen naar die van Sheeran en Bieber. Na de operatie zijn artiesten te zien als zij het lied opnemen, met onder andere een producer gespeeld door Wesley Sneijder en gaat ze langs bij talkshow HLF8 met presentator Johnny de Mol. 
De single heeft in Nederland de platina status.

## Hitnoteringen
De artiesten hadden succes met het lied in Nederland. In de Single Top 100 piekte op de zesde plaats van de lijst en was hierin 36 weken te vinden. De piekpositie in de Nederlandse Top 40 was de 22e plaats in de negen weken dat het in deze hitlijst te vinden was. 

### Nederlandse Top 40
| Hitnotering: 12-03-2022 t/m 07-05-2022 | Hitnotering: 12-03-2022 t/m 07-05-2022 | Hitnotering: 12-03-2022 t/m 07-05-2022 | Hitnotering: 12-03-2022 t/m 07-05-2022 | Hitnotering: 12-03-2022 t/m 07-05-2022 | Hitnotering: 12-03-2022 t/m 07-05-2022 | Hitnotering: 12-03-2022 t/m 07-05-2022 | Hitnotering: 12-03-2022 t/m 07-05-2022 | Hitnotering: 12-03-2022 t/m 07-05-2022 | Hitnotering: 12-03-2022 t/m 07-05-2022 | Hitnotering: 12-03-2022 t/m 07-05-2022 |
| Week:                                  | 1                                      | 2                                      | 3                                      | 4                                      | 5                                      | 6                                      | 7                                      | 8                                      | 9                                      |                                        |
| -------------------------------------- | -------------------------------------- | -------------------------------------- | -------------------------------------- | -------------------------------------- | -------------------------------------- | -------------------------------------- | -------------------------------------- | -------------------------------------- | -------------------------------------- | -------------------------------------- |
| Positie:                               | 34                                     | 31                                     | 28                                     | 23                                     | 23                                     | 22                                     | 22                                     | 27                                     | 32                                     | uit                                    |

### NederlandseSingle Top 100
| Hitnotering: 05-03-2022 t/m 29-10-2022 | Hitnotering: 05-03-2022 t/m 29-10-2022 | Hitnotering: 05-03-2022 t/m 29-10-2022 | Hitnotering: 05-03-2022 t/m 29-10-2022 | Hitnotering: 05-03-2022 t/m 29-10-2022 | Hitnotering: 05-03-2022 t/m 29-10-2022 | Hitnotering: 05-03-2022 t/m 29-10-2022 | Hitnotering: 05-03-2022 t/m 29-10-2022 | Hitnotering: 05-03-2022 t/m 29-10-2022 | Hitnotering: 05-03-2022 t/m 29-10-2022 | Hitnotering: 05-03-2022 t/m 29-10-2022 | Hitnotering: 05-03-2022 t/m 29-10-2022 | Hitnotering: 05-03-2022 t/m 29-10-2022 | Hitnotering: 05-03-2022 t/m 29-10-2022 | Hitnotering: 05-03-2022 t/m 29-10-2022 | Hitnotering: 05-03-2022 t/m 29-10-2022 | Hitnotering: 05-03-2022 t/m 29-10-2022 | Hitnotering: 05-03-2022 t/m 29-10-2022 | Hitnotering: 05-03-2022 t/m 29-10-2022 | Hitnotering: 05-03-2022 t/m 29-10-2022 | Hitnotering: 05-03-2022 t/m 29-10-2022 |
| Week:                                  | 1                                      | 2                                      | 3                                      | 4                                      | 5                                      | 6                                      | 7                                      | 8                                      | 9                                      | 10                                     | 11                                     | 12                                     | 13                                     | 14                                     | 15                                     | 16                                     | 17                                     | 18                                     | 19                                     | 20                                     |
| -------------------------------------- | -------------------------------------- | -------------------------------------- | -------------------------------------- | -------------------------------------- | -------------------------------------- | -------------------------------------- | -------------------------------------- | -------------------------------------- | -------------------------------------- | -------------------------------------- | -------------------------------------- | -------------------------------------- | -------------------------------------- | -------------------------------------- | -------------------------------------- | -------------------------------------- | -------------------------------------- | -------------------------------------- | -------------------------------------- | -------------------------------------- |
| Positie:                               | 20                                     | 20                                     | 20                                     | 12                                     | 10                                     | 9                                      | 7                                      | 7                                      | 6                                      | 8                                      | 10                                     | 12                                     | 19                                     | 20                                     | 23                                     | 25                                     | 20                                     | 25                                     | 31                                     | 33                                     |
| Week:                                  | 21                                     | 22                                     | 23                                     | 24                                     | 25                                     | 26                                     | 27                                     | 28                                     | 29                                     | 30                                     | 31                                     | 32                                     | 33                                     | 34                                     | 35                                     |                                        |                                        |                                        |                                        |                                        |
| Positie:                               | 35                                     | 43                                     | 44                                     | 46                                     | 46                                     | 50                                     | 70                                     | 76                                     | 73                                     | 80                                     | 77                                     | 89                                     | 97                                     | 95                                     | 97                                     | uit                                    |                                        |                                        |                                        |                                        |